# Bazouges
Pour les articles homonymes, voir Bazouges (homonymie).
Bazouges est une ancienne commune française située dans le département de la Mayenne et la région Pays de la Loire. Elle est rattachée à la commune de Château-Gontier depuis 1990.
La commune fait partie de la province historique de l'Anjou (Haut-Anjou).

## Géographie
Bazouges est située en Mayenne angevine.

## Toponymie
Le toponyme est attesté sous la forme Basilicas en 1037.

## Histoire
Le 1er janvier 1990, la commune de Bazouges est rattachée à celle de Château-Gontier sous le régime de la fusion-association ; le 1er mai 2006, le rattachement de Bazouges à Château-Gontier est transformé en fusion simple.

## Administration

### Liste des maires
| Période                                  | Période            | Identité                           | Étiquette   | Qualité                                             |
| ---------------------------------------- | ------------------ | ---------------------------------- | ----------- | --------------------------------------------------- |
| Les données manquantes sont à compléter. |                    |                                    |             |                                                     |
| 1835                                     | 1858               | Joseph Salmon                      |             |                                                     |
| 1858                                     | 1870               | Louis Hardy                        |             |                                                     |
| 1870                                     | 1873               | Jean Dauphin                       |             |                                                     |
| 1873                                     | 1881               | Eléonore Boucher                   |             |                                                     |
| 1881                                     | 1885               | Émile Joseph                       |             |                                                     |
| 1885                                     | 1900               | Camille Rogon, comte de Carcaradec |             |                                                     |
| 1900                                     | 1912               | Louis Denieul                      |             |                                                     |
| 1912                                     | 1925               | Henry Walsh, vicomte de Serrant    | Monarchiste | Propriétaire                                        |
| 1925                                     | 1940               | Félix Rivière                      |             |                                                     |
| 1940                                     | 1945               | Jules Ledroit                      |             |                                                     |
| 1945                                     | avril 1969 (décès) | Gabriel Dupré                      |             | Agriculteur                                         |
| 1969                                     | mars 1977          | Henri Rabeau                       |             |                                                     |
| mars 1977                                | 1989               | Roger Bourgault                    | RPR         | Négociant de vins et spiritueux Conseiller régional |

| Période                                  | Période | Identité        | Étiquette | Qualité |
| ---------------------------------------- | ------- | --------------- | --------- | ------- |
| Les données manquantes sont à compléter. |         |                 |           |         |
| ?                                        | 2006    | Dominique Forêt |           |         |

## Démographie
| 1793  | 1800  | 1806  | 1821  | 1831  | 1836  | 1841  | 1846  | 1851  |
| ----- | ----- | ----- | ----- | ----- | ----- | ----- | ----- | ----- |
| 1 790 | 1 567 | 1 787 | 2 256 | 1 537 | 1 621 | 1 653 | 1 740 | 1 838 |

| 1856  | 1861  | 1866  | 1872  | 1876  | 1881  | 1886  | 1891  | 1896  |
| ----- | ----- | ----- | ----- | ----- | ----- | ----- | ----- | ----- |
| 1 877 | 1 889 | 1 769 | 1 727 | 1 679 | 1 631 | 1 616 | 1 592 | 1 565 |

| 1901  | 1906  | 1911  | 1921  | 1926  | 1931  | 1936  | 1946  | 1954  |
| ----- | ----- | ----- | ----- | ----- | ----- | ----- | ----- | ----- |
| 1 533 | 1 479 | 1 485 | 1 350 | 1 305 | 1 313 | 1 263 | 1 366 | 1 346 |

| 1962  | 1968  | 1975  | 1982  | - | - | - | - | - |
| ----- | ----- | ----- | ----- | - | - | - | - | - |
| 1 328 | 1 454 | 2 092 | 2 775 | - | - | - | - | - |

## Lieux et monuments
- Église Saint-Martin du XIe siècle.
- Manoir et chapelle du Moulinet. Édifiée au XVIe siècle, la chapelle est inscrite au titre des monuments historiques par arrêté du 27 avril 1976[5].
- Manoir de Montviant, a été édifié aux XVIIIe et XIXe siècles. Il a été inscrit MH par arrêté du 24 juin 1975[6].

## Personnalités liées à la commune
- Alphonse Derenne (1836-1893), professeur, éditeur, imprimeur et libraire, est mort à Bazouges.
- Robert Devis (1933-2014), footballeur né à Bazouges